# Алту-Дору
Винодельческий район Алту-Дору (порт. Região Vinhateira do Alto Douro) — историческая область в португальской провинции Траз-уж-Монтиш и Алту-Дору, где традиционными методами производится вино вот уже на протяжении двух тысяч лет. Район расположен в долине реки Дору несколько выше города Порту, отсюда и название Алту-Дору, что означает «верхнее Дору». Из выращенного здесь винограда производятся как сухие, так и креплёные вина. Всемирной известностью пользуются портвейны, изготовленные из выращенного здесь винограда.

## История
Археологические данные свидетельствуют о том, что виноделие в этом регионе было развито ещё в III—IV веках, а некоторые обнаруженные семена винограда относятся и к более раннему периоду. В средние века, начиная с середины XII века, большое влияние на регион оказывали цистерцианцы, построившие в окрестностях три монастыря.
Первые упоминания о портвейне появляются в 1675 году. После того, как между Англией и Португалией был подписан договор Метуэна (1703), в Порту обосновалось множество британских виноторговцев, которые способствовали распространению портвейна на своей родине. С целью установить контроль над производством и торговлей этим продуктом португальский король издал 10 сентября 1756 года указ об определении земель под производство портвейна. Таким образом, Алту-Дору стал первым в мире винодельческим районом с законодательно установленными границами. Первоначально виноградные террасы размещались в западной части современного Алту-Дору, со временем расширяясь по восточному направлению с более жарким климатом.
В XIX веке виноградники Алту-Дору несколько раз подвергались эпифитиям: в 1852 году их поразил грибок мучнистой росы (оидиум), а в 1863 году — вредитель филлоксера.
В середине XX века здесь начали производить на экспорт и столовое вино, которое до этого обычно не выходило за пределы региона. Энолог Фернанду Николау де Альмейда впервые начал производить местное столовое вино после того, как посетил французский Бордо в годы войны. В результате в 1952 году было выпущено вино Barca Velha из лоз, выращенных в субрегионе Дору-Супериор. Новые сорта вин были произведены также в 1970-е годы и, особенно, в 1990-е годы. Последнее было связано со вступлением Португалии в Европейское экономическое сообщество в 1986 году и ликвидацией монополии в этом сегменте.
В 2001 году винодельческий район был внесён в список Всемирного наследия ЮНЕСКО благодаря «культурному ландшафту выдающейся красоты, который отражает технологическую, социальную и экономическую эволюцию» региона.

## География
Регион защищён от атлантических ветров горами Маран и Монтемуро и характеризуется континентальными климатическими условиями с жарким летом и холодной зимой.
Алту-Дору обычно подразделяют на три субрегиона, двигаясь от запада на восток:
- Нижний Корго (порт. Baixo Corgo) занимает посевные площади в 14 000 га, здесь выпадает наибольшее число осадков, климат мягкий. Хотя субрегион исторически стал возделываться первым, в общем, вино из местного винограда считается менее качественным по отношению к таковому из двух других субрегионов.
- Верхний Корго (порт. Cima Corgo) является крупнейшим субрегионом с посевной площадью 19 000 га и центром в деревне Пиньян.
- Дору-Супериор (порт. Douro Superior) — наиболее сухой и жаркий субрегион, занимает 8700 га, простираясь вплоть до границы с Испанией.

Виноградники выращиваются в основном террасным методом. Для производства портвейна культура высаживается на сланцевую почву, для столовых вин — на почву с гранитной основой.

## Сорта винограда
Основные сорта винограда, выращиваемые в Алту-Дору: баштарду, моришку тинту, тинта амарела, тинта барока, тинта кан, тинта рориш, торига францеза и торига насьонал (тёмные сорта), донзелиньо бранку, говею, мальвазия, рабигату и виозиньо.